# Обухово (Ивановская область)
Обухово — деревня в Верхнеландеховском районе Ивановской области, входит в состав Кромского сельского поселения.

## География
Деревня расположена в 12 км на северо-восток от центра поселения села Кромы и в 16 км на север от районного центра посёлка Верхний Ландех.

## История
Первая деревянная церковь в Обухове построена была в 1702 году. Но во второй половине XVIII века построена была вновь деревянная церковь, которая была продана в село Макарово Костромской губернии. В 1841-51 годах в селе построен был каменный храм с колокольней. Престолов в этом храме было три: главный во имя Преображения Господня, в трапезе теплой во имя Святого Николая Чудотворца и Рождества Пресвятой Богородицы. В годы Советской Власти церковь была предана забвению и заброшена.
В XIX — первой четверти XX века село входило в состав Кромской волости Гороховецкого уезда. В 1859 году в селе числилось 17 дворов, в 1905 году — 15 дворов.

## Население
| 1859 | 1905 |
| ---- | ---- |
| 76   | 87   |

| 1859 | 1905 | 2010 |
| ---- | ---- | ---- |
| 76   | ↗87  | ↘0   |